# 第16回全日本女子ユースサッカー選手権大会
JOCジュニアオリンピック 第16回全日本女子ユースサッカー選手権大会は、2013年1月4日から1月7日にかけて開催された、第16回目の全日本女子ユース (U-18)サッカー選手権大会である。

## 参加チーム
| - 北海道（1） - ノルディーア北海道 - 東北（2） - FC BLOOM - SHRINE FC - 関東（4） - 浦和レッドダイヤモンズレディースユース - ジェフユナイテッド市原・千葉レディースU-18 - KASHIMA-LSC - 日テレ・メニーナ - 北信越（1） - アルビレックス新潟レディースU-18 | - 東海（2） - 楠クラブレディース - NGU名古屋FCレディース - 関西（2） - プラセル神戸 - FCヴィトーリア - 中国（1） - 備後府中TAM-S - 四国（1） - 鳴門ポラリスレディースフットボールクラブ - 九州（2） - ANCLASユース - 益城ルネサンス熊本フットボールクラブ |

## 日程・結果

### 1回戦
| #1 | 2013年1月4日 9:30 |

| ノルディーア北海道          | 2 - 1          | KASHIMA-LSC   |
| 渡邉真結子 13分 · 64分 (OG) | 公式記録 (PDF) | 溝口南弥 30分 |

| J-GREEN堺 S3 |

| #2 | 2013年1月4日 9:30 |

| NGU名古屋FCレディース | 0 - 1          | プラセル神戸 |
|                       | 公式記録 (PDF) | 西浜萌 12分  |

| J-GREEN堺 S5 |

| #3 | 2013年1月4日 11:10 |

| 益城ルネサンス熊本フットボールクラブ | 1 - 2          | ジェフユナイテッド市原・千葉レディースU=18 |
| 櫻間裕美 50分                        | 公式記録 (PDF) | 鶴見綾香 70分 · 北川紗希 72分              |

| J-GREEN堺 S2 |

| #4 | 2013年1月4日 11:10 |

| 備後府中TAM-S | 0 - 3          | アルビレックス新潟レディースU-18          |
|               | 公式記録 (PDF) | 27分 (OG) · 唐橋万結 34分 · 瀬倉春陽 68分 |

| J-GREEN堺 S4 |

| #5 | 2013年1月4日 12:50 |

| FCヴィトーリア                                                  | 4 - 4          | ANCLASユース                                           |
| 市政芽美 11分 · 祐村ひかる 26分 · 島野美央 40分 · 巴月優希 47分 | 公式記録 (PDF) | 水流あやか 6分 · 宮川美乃 50分 · 平田ひかり 63分, 64分 |
|                                                                 | PK戦           |                                                        |
| 西園雪乃 島野美央 畑中美友香 巴月優希 祐村ひかる                | 2 - 3          | 小田すず 野村遥加 平田ひかり 山本裕美 石澤紗若         |

| J-GREEN堺 S3 |

| #6 | 2013年1月4日 12:50 |

| 浦和レッドダイヤモンズレディースユース                                                                                          | 10 - 0         | SHRINE LFC |
| 中村みづき 11分 · 栗島朱里 32分, 79分 · 村社汐理 39分 · 勝田愛実 41分 · 清家貴子 49分, 59分, 67分 · 50分 (OG) · 田中花梨 80+1分 | 公式記録 (PDF) |            |

| J-GREEN堺 S5 |

| #7 | 2013年1月4日 14:30 |

| 鳴門ポラリスレディースフットボールクラブ | 0 - 4          | 楠クラブレディース                                              |
|                                          | 公式記録 (PDF) | 市原伶香 29分 · 古庄和奏 39分 · 富井寿里菜 51分 · 北川寧々 68分 |

| J-GREEN堺 S2 |

| #8 | 2013年1月4日 14:30 |

| FC BLOOM | 0 - 15         | 日テレ・メニーナ |
|          | 公式記録 (PDF) | 三浦成美 2分 · 長谷川唯 8分, 46分, 73分 · 鳥海由佳 18分, 58分 · 中里優 22分, 27分, 40分 · 籾木結花 29分, 56分, 63分 · 鈴木紗理 51分 · 隅田凜 59分 · 79分 (OG) |

| J-GREEN堺 S4 |

### 2回戦
| #9 | 2013年1月5日 10:30 |

| ノルディーア北海道 | 0 - 4          | プラセル神戸                                          |
|                    | 公式記録 (PDF) | 小林里歌子 10分 · 飯川菜月 42分 · 倉谷也海 50分, 56分 |

| J-GREEN堺 S2 |

| #10 | 2013年1月5日 10:30 |

| ジェフユナイテッド市原・千葉レディースU=18                                | 6 - 0          | アルビレックス新潟レディースU-18 |
| 北川紗希 13分, 29分 · 安齋結花 21分 · 佐藤瑞夏 27分, 37分 · 川村明梨 70分 | 公式記録 (PDF) |                                  |

| J-GREEN堺 S5 |

| #11 | 2013年1月5日 13:00 |

| ANCLASユース | 0 - 2          | 浦和レッドダイヤモンズレディースユース |
|              | 公式記録 (PDF) | 栗島朱里 48分 · 上野紗稀 62分          |

| J-GREEN堺 S2 |

| #12 | 2013年1月5日 13:00 |

| 楠クラブレディース | 0 - 5          | 日テレ・メニーナ                                                    |
|                    | 公式記録 (PDF) | 鳥海由佳 28分, 67分 · 籾木結花 37分 · 三浦成美 50分 · 長谷川唯 66分 |

| J-GREEN堺 S5 |

### 準決勝
| #13 | 2013年1月6日 10:30 |

| プラセル神戸  | 1 - 3          | ジェフユナイテッド市原・千葉レディースU=18      |
| 塩谷真里 42分 | 公式記録 (PDF) | 佐藤瑞夏 27分 · 大賀理紗子 35分 · 有原蒼葉 70分 |

| J-GREEN堺 S1 |

| #14 | 2013年1月6日 13:00 |

| 浦和レッドダイヤモンズレディースユース | 2 - 3          | 日テレ・メニーナ                              |
| 塩越柚歩 25分 · 青木知里 77分          | 公式記録 (PDF) | 鳥海由佳 30分 · 隅田凜 41分 · 長谷川唯 90+2分 |

| J-GREEN堺 S1 |

### 3位決定戦
| #15 | 2013年1月7日 10:30 |

| プラセル神戸 | 0 - 6          | 浦和レッドダイヤモンズレディースユース                                                    |
|              | 公式記録 (PDF) | 吉越ひかり 23分 · 上野紗稀 54分 · 中村みづき 64分 · 三浦紗津紀 67分 · 青木知里 76分, 82分 |

| J-GREEN堺 S1 |

### 決勝
| #16 | 2013年1月7日 13:00 |

| ジェフユナイテッド市原・千葉レディースU=18 | 1 - 4          | 日テレ・メニーナ                                              |
| 大賀理紗子 13分                            | 公式記録 (PDF) | 籾木結花 20分 · 鳥海由佳 22分 · 三浦成美 59分 · 長谷川唯 77分 |

| J-GREEN堺 S1 |